# Lijst van burgemeesters van Noordbroek
Dit is een lijst van burgemeesters van de voormalige Nederlandse gemeente Noordbroek in de provincie Groningen.
De gemeente Noodbroek werd op 1 juli 1965 samengevoegd met de gemeente Zuidbroek, samen vormden zij de nieuwe gemeente Oosterbroek.
| Ambtsperiode | Naam burgemeester                    | Partij of stroming | Bijzonderheden                                                          |
| ------------ | ------------------------------------ | ------------------ | ----------------------------------------------------------------------- |
| 1811 - 1813  | Habbo Sibolts [Hovinga]              |                    | maire                                                                   |
| 1813 - 1827  | Tjakko Jacobs Huisman                |                    | schout, ovl. 4 februari 1827                                            |
| 1827 - 1842  | Habbo Sibolts Hovinga                |                    | voor de tweede maal                                                     |
| 1842 - 1848  | Wicher Pieters Middel                |                    | was tevens gemeentesecretaris van Noordbroek                            |
| 1848 - 1852  | mr. Gijsbert Reinders                |                    | ovl. 29 september 1852                                                  |
| 1853 - 1856  | mr. Rudolph Albert Cleveringa        |                    | werd burgemeester van Zuidbroek                                         |
| 1856 - 1893  | Derk Doekes Dijkstra                 |                    |                                                                         |
| 1893 - 1897  | Harmannus Gaaikema                   |                    | werd burgemeester van Aduard                                            |
| 1897 - 1920  | Bernhard Frederik Johannes Heerspink |                    | ovl. 29 juli 1920                                                       |
| 1920 - 1946  | Siert Edema                          |                    | per 19 maart 1946 ongevraagd eervol ontslag verleend (Stb. 1954 no.194) |
| 1945 - 1946  | Jo (J.A.) Teenstra                   |                    | waarnemend                                                              |
| 1946 - 1965  | Albert Omta                          |                    | werd burgemeester van de nieuw gevormde gemeente Oosterbroek            |